# Sarrasac (Òlt)
Sarrasac (en francès Sarrazac) és un antic municipi francès, situat al departament de l'Òlt i a la regió d'Occitània.
El 2019 es va fusionar amb el municipi veí de Cressençac per a formar el nou municipi de Cressençac e Sarrasac.

## Demografia
| 1962                                       | 1968 | 1975 | 1982 | 1990 | 1999 | 2007 |
| ------------------------------------------ | ---- | ---- | ---- | ---- | ---- | ---- |
| 518                                        | 530  | 506  | 496  | 440  | 481  | 566  |
| Des de 1962: població sense dobles comptes |      |      |      |      |      |      |

## Administració
| Període | Identitat      | Partit |
| ------- | -------------- | ------ |
| 2001-   | Robert Tassain |        |